# دلي جي امامقلي (مقاطعة تشرام)
دلي جي امامقلي (بالفارسية: دلی جی امامقلی) هي قرية تقع في قسم بشتة ذيلايي الريفي (مقاطعة تشرام) في إيران. يقدر عدد سكانها بـ 13 نسمة بحسب إحصاء 2016.